# Cleruchus mikhail
Cleruchus mikhail är en stekelart som beskrevs av Triapitsyn 2002. Cleruchus mikhail ingår i släktet Cleruchus och familjen dvärgsteklar. Inga underarter finns listade i Catalogue of Life.